# Macro-Algonquian
Macro-Algonquian.- Velika porodica indijanskih jezika čiji se glavni član, porodica Algonquian, vodila kao dio eks-Velike porodice Algonquian-Wakashan. Ostali članovi su porodice Ritwan, koja se grana na Weitspekan i Wishoskan; Attacapan, Chitimachan, Muskhogean, Natchesan, Tonkawan i Tonikan, nekada smatrane dijelovima, također danas nepriznate, Velike porodice Hokan-Siouan. 
Jezici ove Velike porodice govorili su se, ili se još govore, u područjima oko Velikih jezera, uz Atlantsku obalu, na preriji, dvije manje enklave u Kaliforniji, i državama uz Meksički zaljev. 

## Vanjske poveznice
- Familia Algonquina
- Algonquian Macro-Phylum: Zisa 1970
- Algonquian Macro-Phylum: Zisa 1970